# سنونو الشجرة
سُنُونُو الشجرة (Tachycineta bicolor) هو طائر مهاجر من عائلة هيروندنيدي. تم العثور على أول طائر من هذا النوع في الأمريكتين في عام 1807 من قبل عالم الطيور الفرنسي لويس فييلوت باعتباره لون هيروندو. منذ ذلك الحين تم نقله إلى جنسه الحالي، Tachycineta ، حيث موضع نشوء محل نقاش. لدى سنونو الشجرة أجزاء عليا زرقاء وخضراء لامعة، باستثناء الأجنحة والذيل الأسود، والأجزاء السفلية البيضاء. المنقار الاسود، والعينان بنيتان داكنة، والساقين والقدمين بني فاتح. الأنثى عموما أقل من الذكر، والأنثى في السنة الأولى لديها الجزء العلوي معظمه من اللون البني، مع بعض الريش الأزرق. للأحداث الجزء الأعلى من البني، والثدي البني الغامق. يتكاثر سنونو الشجرة في الولايات المتحدة وكندا. وينتشر على طول سواحل الولايات الجنوبية الجنوبية جنوبا على طول ساحل الخليج، وبنما، والساحل الشمالي الغربي لأمريكا الجنوبية، وفي جزر الهند الغربية.

## التصنيف وعلم الأصول
وُصِفَت سُنُونُو الشجرة على أنها من نوع Hirundo bicolor بواسطة لويس بيير فييلوت في كتابه Histoire naturelle des oiseaux de l'Amérique Septentrionale ، الذي نُشر عام 1807. الجنس الذي يتم وضعه حاليًا في، Tachycineta ، تم تأسيسه بواسطة جان كابانيس في عام 1850. أحيانًا يتم وضع هذا البلع في جنس Iridoprocne ، جنبًا إلى جنب مع ابتلاع المنغروف، والبلع الأبيض المبتلع، والبلع الأبيض المجنح، والبلع التشيلي. وضع لأول مرة من قبل إليوت كويس،  على أساس ريشها. يطلق على شجرة السنونو أيضًا اسم ابتلاع البياض الأبيض، من أجل القسم السفلي الأبيض.